# Cave Noire
Cave Noire (カーブノア?) es un videojuego de tipo roguelike para Game Boy publicado por Konami en 1991, solamente en Japón. 
- Datos: Q11295705